# Premi Nacional de Dansa
El Premi Nacional de Dansa formà part dels Premis Nacionals de Cultura i era concedit anualment per la Generalitat de Catalunya, reconeixent la trajectòria professional de cada guardonat en la seva categoria i amb una dotació de 18.000 euros.
El premi era designat per un jurat encapçalat pel Conseller de Cultura i atorgat en una cerimònia realitzada entre els mesos de setembre i octubre presidida pel President de la Generalitat, conjuntament amb la resta de Premis Nacionals de Cultura. A principis d'abril de 2013 es va fer públic que el Govern de la Generalitat de Catalunya reduïa els premis Nacionals de Cultura de 16 a 10 guardonats, i n'abolia les categories, creant un sol guardó de Premi Nacional de Cultura, amb la intenció de "tallar el creixement il·limitat de categories".

## Guanyadors
Des del 1995 el Premi Nacional de Dansa s'ha atorgat a:
- 1995 - José de Udaeta
- 1996 - Ramon Oller
- 1997 - Companyia Gelabert/Azzopardi
- 1998 - Maria Rovira
- 1999 - Àngels Margarit
- 2000 - Lanònima Imperial
- 2001 - Catherine Allard
- 2002 - Mal Pelo
- 2003 - Andrés Corchero
- 2004 - Sol Picó
- 2005 - Marta Carrasco
- 2006 - La Caldera
- 2007 - Marta Almirall
- 2008 - Francesc Casadesús
- 2009 - Núria Font
- 2010 - Toni Mira
- 2011 - Associació de Professionals de la Dansa de Catalunya[3]
- 2012 - La Porta, Associació de dansa independent de Barcelona[4]